# Мекран
25°30′34″ пн. ш. 64°08′40″ сх. д. / 25.509495° пн. ш. 64.1443776° сх. д.
Мекра́н, Макран (урду: مکران) — система складчастих гір на півдні Ірану шириною понад 200 км, що тягнеться в східному напрямі на 480 км. Середні висоти 600—1500 м, найвища точка — г. Кухран, 2260 м. Протягуються у вигляді дуги на 1150 км, від Ормузької протоки на заході до околиць гори Кветта на сході, де примикають до північного краю хребта Центральний Брагуї. А також є напівпустельною прибережною смугою на півдні Белуджистану, в Ірані і Пакистані, уздовж узбережжя Аравійського моря і Оманської затоки. Гори складаються з декількох паралельних пасом заввишки 1000—2000 м, розділених подовжніми улоговинами і перетнутих крізними ущелинами. Перська фраза Mahi khoran, рибо-їди (Mahi = риба + khor = їжа) вважається походженням сучасного слова́ Мекран (Makran).
- Найбільша висота — 3 277 м (гора Маран на північному сході Мекрана).

Складені переважно вапняками і пісковиками, в улоговинах і передгір'ях звичайні мергелі, сланці, фліш.
Часті землетруси. У передгір'ях — грязьові вулкани. Переважає пустельна рослинність, на сході — гірська савана, на північному сході — ділянки лісів гімалайського типу. По долинах річок місцями вузькі стрічки листяних лісів і гаї фінікових пальм. Уздовж південних відрогів протягуються прибережні тропічні пустелі Гермсир.